# 이재학 (1904년)
이재학(李在鶴, 일본식 이름: 大原郁生, 1904년 5월 31일~1973년 11월 23일)은 일제강점기의 관료이자 대한민국의 공무원, 정치인이다. 대한민국 제헌 국회의원, 제2·3·4·5대 국회의원을 지냈다.

## 주요 경력
강원도 홍천에서 출생하여 한성부에서 성장했다. 제헌, 제2대, 제3대, 제4대, 제5대 국회의원을 역임하였고, 제3대 국회 후반기 국회부의장, 제4대 국회 전반기 부의장을 역임하였다. 초대, 2대 국회의원 재직 중, 홍천군 관내에 중학교가 없어서 장거리 통학을 해야 함을 들어, 문교부의 지원을 얻어내 홍천군 관내에 1955년까지 각 읍, 면에 중학교 1개 씩을 건립, 개교시켰다.
1929년 조선총독부 고등관 공채에 합격, 1938년 충청북도 내무국 학무과 촉탁, 1939년 충청북도 내무부 학무과 시학(장학사에 해당)이 되었으며, 1942년 충북도 내무부 학무과 시학으로 근무하면서 학무과 속을 겸직했다. 일제강점기 후반 충청북도 시학관(忠淸北道視學官), 1943년 12월 충북도 내무국 속과 충북 내무국 사회과장, 1944년 11월 단양군수 등을 역임했다.
단양군수로 해방을 맞아 8월 15일 광복 직후에도 단양군수에 유임되고, 이후에도 관료생활을 하다 국회의원에 입후보하여 5선하였다. 1949년 친이승만계 정당 대한국민당의 창당에 참여했고, 1952년 자유당에 입당하였다. 이기붕 등과 함께 자유당내 온건파로 활동했으나 이기붕 일파가 당내 주도권을 장악하자 반이기붕파 및 비주류 온건파의 리더역할을 했다. 그러나 3.15 부정선거를 막지 못하였다 하여 부정선거 관련자로 연루되어 수감 중, 1960년 5월의 민의원 선거에 옥중당선하였다. 1969년 삼선개헌반대범국민투쟁위원회 고문이 되었다. 교육 경력으로는 춘천농대 학장과 국회문교사회분과위원장, 고등고시위원을 지내기도 했다. 1973년 택시를 타고 낚시를 하러 가던 길에 교통사고로 사망했다. 본관은 원주(原州)이고, 호는 동은(東恩)이다.

## 생애

### 초기 활동

#### 출생과 수학
이재학은 강원도 홍천군 서면 팔봉리에서 태어나 1914년 홍천 매산공립보통학교에 입학했다가 뒤에 홍천공립보통학교로 전학하였다. 그의 동생 이재곤은 경성제국대학 의학부에 진학했으며, 강원도 지역 최초의 의학박사 제1호로 알려졌다. 그는 동생 이재곤의 부인인 제수 이봉운을 통해 무용수 최승희 일가와도 사돈관계라는 설이 있다. 최승희의 증조모는 전주이씨로 이종철의 딸인데, 이봉운의 친정과 가까운 친척이었을 것으로 추정된다는 것이다. 최승희는 어떤 연고로 홍천군에 내려와서 잠시 어린 시절을 보냈다고 한다.
1920년 홍천공립보통학교를 졸업하고 경성으로 유학, 경성제일고등보통학교에 입학하였다. 성인이 된 뒤에는 춘천부 요선동 187번지로 이주했다가, 만년에는 서울 동숭동으로 이주하였다.
1924년 3월 경성제일고등보통학교를 졸업했다. 그해 4월 경성제국대학 예과 문과에 입학하여, 1926년 3월 수료하였다. 1926년 3월 경성제국대학 법문학부 문학과에 입학하여, 영문학을 전공하고 법학을 부전공하였다. 이때 그가 사귀던 친구로는 유진오, 이효석 등이 있었는데, 이들은 그의 평생 친구였다. 작가이자 공법학자로 헌법을 기초하고 후일 고려대학교 총장과 후일 야당인 신민당 당수를 역임한 유진오(兪鎭午)와는 경성고등보통학교와 경성제국대학 문학과의 동기동창인데, 경성고등보통학교때부터 친하게 지내 대학 재학 중에는 함께 시집(詩集)을 펴낼 정도로 절친한 친구였다. 시인 이효석 역시 경성고등보통학교와 경성제국대학 문학과의 동기동창이며, 경성고등보통학교때부터 친하게 지내던 친구였다. 이재학은 졸업 후에도 이효석 시인과 연락을 주고받았지만 1940년 이효석 시인은 부인과 둘째딸 이경원을 잃고 실의에 빠져 살다 1942년 뇌척수막염으로 사망했다.
1929년 3월 경성제국대학 법문학부 문학과를 졸업하였다. 그해 조선총독부의 고등관 공채 시험에 합격, 1937년 평안남도 대동군 율리면장(栗里面長)이 되었다가, 1938년 충청북도 내무국 학무과 촉탁이 되었다. 1932년 재만피난동포 위문금으로 10전을 기부하였고, 평안남도 강동군에 명륜학교가 개교하자 20원의 기탁금을 기부하였다.
1934년 9월 3일에는 평양 단군릉 보수에 성금 10전을 기부하였다.

#### 관료 생활
1939년 충청북도 내무부 학무과 시학(장학사에 해당)이 되었다. 1942년 충청북도 내무부 학무과 시학으로 근무하면서 학무과 속을 겸직했다.
일제강점기 후반 충청북도 시학관(忠淸北道視學官), 1943년 12월 충청북도 내무부 속으로 발령되고 곧 충청북도 내무부 사회과장이 되었다. 1944년 6월 영전후생원 이사에 선임되었다. 1944년 11월 단양군수(丹陽郡守) 등을 역임했다. 단양군수로 재직 중 일본이 패전하였고, 8월 15일 광복 직후에도 단양군수에 유임되어 근무하였다.
1945년 말 충청남도 사회과장, 1946년 1월 다시 단양군수가 되었다가 그해 3월 강원도청 학무국장, 내무국장을 거쳐 1947년 6월 미군정청 학무국장이 되었다. 1948년 3월 강원도지사 서리가 되고 바로 춘천농과대학장을 겸임하였으며, 고등고시 시험출제위원에 위촉되어 첫 고등고시의 출제위원이자 시험 감독관으로 활동하였다.

### 정치 활동

#### 제헌 국회 시절
1948년 5월 10일 강원도 홍천에서 무소속으로 제헌국회의원 선거에 출마, 5월 30일 제헌국회의원에 당선되었다. 이후 독립촉성회(獨立促成會)에 입당, 초대 제헌국회에서는 문교사회분과위원장으로 교육법 제정에 활약하였으며, 탄핵재판소 심판관(彈劾裁判所審判官)의 한 사람으로 선임되었다. 정부 수립 후 첫 고등고시의 시험 감독관이 되었다. 그뒤 1948년 11월, 이승만의 최측근인 윤치영, 임영신 등과 대한국민당 창당에 참여하였다.
초대 국회에서 그는 홍천군 내에 중학교가 없어 춘천으로 원거리 통학을 해야 되는 점, 버스 교통편이나 열차 교통편이 부족하여 여름 장마철, 겨울에 눈이 많이 오면 장거리 통학이 어렵다는 점을 들어 홍천군내 각 읍ㆍ면에 중학교 설립 운동을 추진, 문교부를 설득하여 홍천군 내 거점지역에 중학교들을 설립, 개교케 했다. 1951년 홍천읍에 홍천중학교가 개교했고, 1951년 두촌중학교, 서석중학교 등이 개교하였다.

#### 제2대 국회의원 시절
1950년 5월 제2대 국회의원선거에서는 대한국민당 소속으로 강원도 홍천에서 출마하여, 당선되었다. 1950년 6월 6.25 전쟁으로 피난갔다가, 피난지에서 국회 문화예술분과위원이 되었다. 그는 홍천군 지역 농업환경 개선 사업을 추진, 홍천군 각 마을에 농수로와 양수장을 세웠고, 저수지 건립 예산을 확보해 홍천군내 시동 저수지, 성동 저수지, 좌운 저수지 등 수리시설을 건립하였다.
제2대 국회 전반기에 국회 문교사회위원이 되고 문사위원장에 선출되었으며, 고등고시 출제위원직을 겸직했다.
1951년 대한국민당을 탈당하고 자유당의 창당에 참여하였다. 12월 자유당 중앙상무위원회 위원장이 되었다. 1952년 6.25 전쟁이 휴전되자, 서울로 되돌아와 전후 복구 사업과 문화보장법과 저작권법을 제정하는 데 주도적 역할을 하였으며, 자유당 원내총무를 지냈다. 그는 이기붕 등과 자유당의 온건파로 이범석 등의 족청 일파를 견제하였다. 전후 복구 사업과 함께 교통편 불편을 들어 홍천군내 각 읍면지역에도 중학교 설립을 추진, 문교부에 건의하여 1952년 양덕중학교, 홍천중학교 내촌분교(내촌중학교의 전신, 1953), 1954년 한서중, 화촌중, 1955년 홍천여중, 내면중학교, 동면중학교 등이 개교했다.
1952년 제2대 국회 후반기, 국회 문교위원회 위원이 되었다. 1952년 사법부 헌법위원회 예비위원(豫備委員)에 위촉되었다.
1954년 4월 자유당 원내총무가 되었다.

#### 제3대, 제4대 국회의원 시절
1954년 5월 제3대 국회의원선거에서는 홍천에서 자유당 소속으로 출마하여 전국 최다 득표율로 당선되었고, 곧 자유당 원내총무에 재선임되었다. 이후 자유당 당무위원, 중앙위원회 부의장 등을 지냈다. 1955년 11월 자유당 조직부장이 되었다. 이기붕 일파의 세력이 커져가자 자유당내 비주류의 리더로 이기붕 일파를 견제하였으나 세력이 미약하였다. 1956년 11월 30일 국회부의장 황성수가 사퇴하자, 12월 1일 제3대 국회 후반기 국회부의장에 선출되었다.
1958년 4월 제4대 국회의원 총선거에서 자유당 후보로 홍천군지역구에 출마했으며, 그해 5월 10일의 선거에서 무투표로 당선되었다. 그 해 6월 7일 국회 민의원 부의장을 지냈다. 1958년 5월의 충주지역 민의원 보궐선거 지원 유세에서 "한국 내 일부 언론기관에서 국민에게 선전하는 방식이 공산당은 아니지만 공산당과 흡사하다"는 발언을 하여 논란이 되기도 했다. 1958년 영일을구 선거 무효처리 및 김익로(金益魯) 의원 사법처리를 비판했다가 야당과 갈등하던 중, 6월 23일 자유당 중앙위원회 부의장직을 사퇴하였다. 1960년 6월 6일 국회 부의장직을 사퇴하였다.그 가 3.15 부정 선거 직후 개회한 국회 본회의에서 사회 중 이승만 대통령과 이기붕 부통령의 당선을 선포하는 순간 의사봉 목이 절단되는 기이한 사건이 발생하였다. 
1958년 무렵 자유당 내에서는 이기붕계 외에도 장경근, 임철호, 이용범(경남도당) 계열과 이재학, 강성태, 김법린계열 파벌간의 파벌 다툼이 벌어지기도 했다.

### 생애 후반
1960년 자유당 기획위원이 되고, 그해 4월 3·15 부정선거 사건으로 체포되었다. 그해 5월 실시된 제5대 국회의원선거에서 무소속으로 출마, 7월 29일의 보궐선거에서 옥중 당선되었으나 이듬해 2월 반민주행위자 공민권 제한법에 따라 국회의원 자격을 상실하였다. 그뒤를 그의 아들 이교선이 재보궐선거에 출마하여 당선되었다. 그후 5.16 군사 정변으로 정치정화법 대상자에 올랐다가 1961년 6월 군사혁명재판소에 회부, 그해 12월 군사혁명재판소 최종 상고심에서 징역 3년 6월형을 선고받았으나 집행유예로 곧 가석방되었다. 1962년 정정법 해금을 받았다.
한편 그가 투옥된 상태에서 그의 아들 이교선(李敎善)이 1961년 제5대 국회의원에 아버지의 전 지역구였던 홍천에서 출마하여 당선되기도 했다.
1963년 2월에는 장택상 등과 함께 자유당 재창당에 참여하고 자유당 중앙위원회 부의장이 되었다. 그해 5월 제6대 국회의원 총선거에 홍천군에서 출마하였으나 낙선하였다. 이후 자유당 중앙당 기획위원을 거쳐 1967년 자유당 대표최고위원 등을 지냈으며, 그해 5월의 제7대 국회의원 선거에 홍천, 인제 선거구에서 자유당 후보자로 출마했으나 낙선하였다. 만년에는 취미인 낚시 관련 단체를 이끌었다.

### 최후
만년에는 서울특별시 종로구 동숭동 201-7번지에서 거주했으며, 낚시와 바둑 등으로 소일하였다. 특히 바다 낚시를 곧잘 다녔고, 낚시는 2~3일에서 10일 이상 하기도 했다. 1969년 삼선개헌반대범국민투쟁위원회 고문으로 참여하였다. 1969년 12월 국민훈장 무궁화장을 수여받았다.
1973년 11월 23일 아침 9시 40분 서울특별시 성동구 성수동 강변6로 커브길에서 교통사고로 사망했다. 당일 아침 서울택시를 타고 가다가 마주오던 유조트럭과 정면으로 충돌하였고, 사고 상대방 차량은 서울 경인에너지 소속 서7가 7007호 유조트럭이었고, 운전자는 당시 46세인 김영석이었다. 사고 직후 중상을 입고 바로 한양대학교 부속병원에 옮겨져 응급치료를 받았지만 사망했다. 그는 기업인으로 있는 셋째 아들이 자신의 운전수를 보내려 했지만 남의 차를 타는 것은 부담스럽다며 택시를 타고 다니곤 했었다. 사망 당시 향년 69세였다.

### 사후
장례식은 11월 27일 서울특별시 종로구 동숭동 201-7번지 자택에서 사회장(社會葬)으로 거행되었고, 정일권 당시 국회의장이 조사를 낭독했다.
시신은 동대문, 제3한강교, 강변로, 영등포 등을 거쳐 경기도 수원시 파장동 산 7-1번지에 매장되었다.

## 약력
- 경성 제1고등보통학교(현 경기고등학교)졸업
- 경성제국대학 법문학부 문학과 졸업
- 충청북도 시학국, 사회과장
- 충청북도 단양군수
- 충청남도 내무국 사회과장
- 강원도 학무국장 겸 내무국장
- 미군정 학무국장
- 강원도 지사서리 겸 춘천농대(현 강원대학) 학장
- 탄핵재판소 심판관
- 국회문교사회분과위원장, 고등고시위원
- 자유당 원내총무
- 자유당 중앙위 부의장
- 국회민의원 부의장
- 자유당 기획위원
- 자유당 대표 최고위원
- 1960년 5월 옥중 출마하여 민의원에 당선되었다.
- 1963년 자유당 재창당에 참여

## 상훈 경력
- 1969년 12월 국민훈장 무궁화장

## 가족 관계
- 부인: 이정수(李正守)
  - 아들: 이교선, 6대 민의원
  - 아들: 이응선, 14대, 16대 국회의원
  - 아들: 이택선(李澤善, 1943년~, 기업인, 시대복장 부사장)
- 동생: 이재곤
- 제수: 이봉운(李鳳雲, 전주이씨)
  - 조카: 이종선(李鐘善)
- 여동생: 이순애(李順愛, 1914년~?, 서울보건전문대학 학장 역임)
- 여동생: 이순영(李順英)

## 평가
자유당 내 원만한 인격자로 알려졌다.
자유당과 민주당이 아귀다툼을 하는 가운데에도 이 사람이 있어서 다행이라는 평도 있었다.
4.19 이후 자유당의 수뇌부의 한 사람으로도 지목되었다.

## 역대 선거 결과
|  | 59.87% |

|  | 35.51% |

|  | 85.66% |

|  | 0% |

|  | 38.36% |

|  | 0% |

|  | 45.04% |

## 가족 관계
- 아들: 이교선 5대 8대 국회의원[6]
- 아들: 이응선 삼광유리공업 명예회장, 과학기술처 차관과 13·15대 국회의원 역임[6]

## 기타
만년에 그는 낚시로 소일하였다.
5.16 이후 옥중에서 풀려나고 정계를 떠난 뒤에는 평소 하루 10갑 이상 즐겨 피우던 담배를 끊었다고 한다.

## 참고 자료
- 《대한민국 의정총람》, 국회의원총람발간위원회, 1994년
- 한국국회인물사편찬회, 《역대국회의원총람》 (조세공론사, 1983)
- 이재학 - 대한민국헌정회
- 반민족문제연구소 (1994년 3월 1일). 〈이재학 : 현대사 정치파동의 감초 (이광일)〉. 《청산하지 못한 역사 2》. 서울: 청년사. ISBN 9788972783138.
- 이범석 외, 《사실의 전부를 기술한다》 (희망출판사, 1966)